# Venezillo lepidus
Venezillo lepidus är en kräftdjursart som beskrevs av Nunomura 2003A. Venezillo lepidus ingår i släktet Venezillo och familjen Armadillidae. Inga underarter finns listade i Catalogue of Life.